# Пауло Афонсо
Пауло Афонсо (на португалски: Paulo Afonso) е град и община в Източна Бразилия, щат Баия, мезорегион Вали Сао-Франсискано да Баия, микрорегион Пауло Афонсо. Според Бразилския институт по география и статистика през 2010 г. общината има 108 419 жители.